# Tiananmenprotest
Het Tiananmenprotest was een studentenprotest op het Tiananmenplein (Plein van de Hemelse Vrede) in Peking (China), dat was begonnen op 15 april 1989. Er namen naar schatting een miljoen studenten en andere burgers aan deel, op filmbeelden is te zien dat er zelfs leden van de Chinese marine in uniform meeliepen in de demonstratie. Het protest werd bloedig neergeslagen op de avond van 4 juni 1989, met de dood van honderden mensen tot gevolg. Het was het grootste massale protest tegen de Communistische Partij van China en zijn instellingen sinds de revolutie in 1949.

## Deng Xiaoping
Toen Mao Zedong in 1976 overleed, kwam Deng Xiaoping, na een interne machtsstrijd, in 1981 aan de macht als leider van de Volksrepubliek China. Aanvankelijk werd zijn beleid gekenmerkt door enkele aanpassingen van politieke, sociale en economische aard die door de bevolking positief werden onthaald. Dit programma van hervormingen bracht de bevolking er echter toe meer en radicalere hervormingen te eisen. De belangrijkste van deze eisen kunnen als volgt worden samengevat:
1. het recht om openlijk kritiek uit te oefenen op de regering
2. het recht om op eigen initiatief van werk te veranderen en buitenlandse reizen te ondernemen
3. het recht op vertegenwoordiging van niet-communistische partijen.

Deze eisen vielen bij Deng niet in goede aarde en prompt volgde de arrestatie van een aantal kopstukken van de oppositie, waarbij sommigen zelfs veroordeeld werden tot 15 jaar gevangenisstraf. In 1986 verkondigde Deng de volgende doelstellingen: de Chinese bevolking moest rijker worden en China moest een gemoderniseerd en welvarend land worden.

## Protest op het Tiananmenplein
In de jaren 1988 en 1989 werd het duidelijk dat de economische hervormingen van Deng schadelijke neveneffecten met zich hadden meegebracht. De inflatie bedroeg dertig procent en lonen waren niet aangepast aan de prijzen van goederen. Bovendien spelen de hervormingen en de tendens naar meer openheid in de USSR onder bewind van Michail Gorbatsjov waarschijnlijk een aanzienlijke rol bij het uitbreken van het studentenprotest op het Tiananmenplein. 
De protesten ontstonden na het overlijden in april 1989 van Hu Yaobang, de hervormingsgezinde Secretaris-generaal van de Communistische Partij van China. Hu Yaobang was al in 1987 afgezet omdat hij te lankmoedig was opgetreden tegen studentenprotesten in 1986. De hele maand mei hielden de studenten het plein, waarop zelfs een replica van het Amerikaanse Vrijheidsbeeld werd geplaatst, bezet.
Op 17 april 1989 braken studentenprotesten uit waarbij eisen betreffende politieke hervormingen, einde aan corruptie binnen de Communistische Partij en meer democratie gescandeerd werden. De demonstratie strekte zich uit tot in de maand juni. De BBC News Service houdt het aantal demonstranten gedurende piekmomenten op 250.000. In het hoogste bestuursorgaan van het land woedde ondertussen een felle machtsstrijd tussen eerste minister Li Peng, gesteund door Deng en partijchef Zhao Ziyang. Het conflict werd beslecht in het voordeel van Li Peng. 
Na meerdere mislukte pogingen de demonstraties te beëindigen werd uiteindelijk het leger ingezet. In de nacht van 3 op 4 juni opende het leger in opdracht van Deng Xiaoping het vuur op demonstranten en omstanders. Het Chinese leger viel met tanks en para's de duizenden studenten, die het Tiananmenplein al weken lang dag en nacht bezet hielden, aan. Hierbij werden voornamelijk soldaten uit de provincie ingezet, die door hun officieren waren opgehitst tegen de "stadse contrarevolutionairen". De bekendste beelden hiervan zijn van een man die recht voor de colonne tanks stond en ze tegenhield en internationaal bekendstaat als "unknown tank man". Aangenomen wordt dat toen de internationale camera's weg waren de man is gefusilleerd, maar dit is nooit bewezen.
Over het dodental bestaan geen nauwkeurige cijfers; het dodental wordt geschat op ergens tussen tweehonderd (volgens de burgemeester van Peking en het leger) en tienduizend (op basis van Amerikaanse documenten en naar verluidt volgens een lid van de Chinese Staatsraad). Al werd rekening gehouden met een gewelddadige reactie, de mate van geweld verraste wereldwijd. De gematigde en bij het volk populaire partijvoorzitter Zhao Ziyang werd kort daarop vervangen door de hardere Jiang Zemin.

## Nasleep

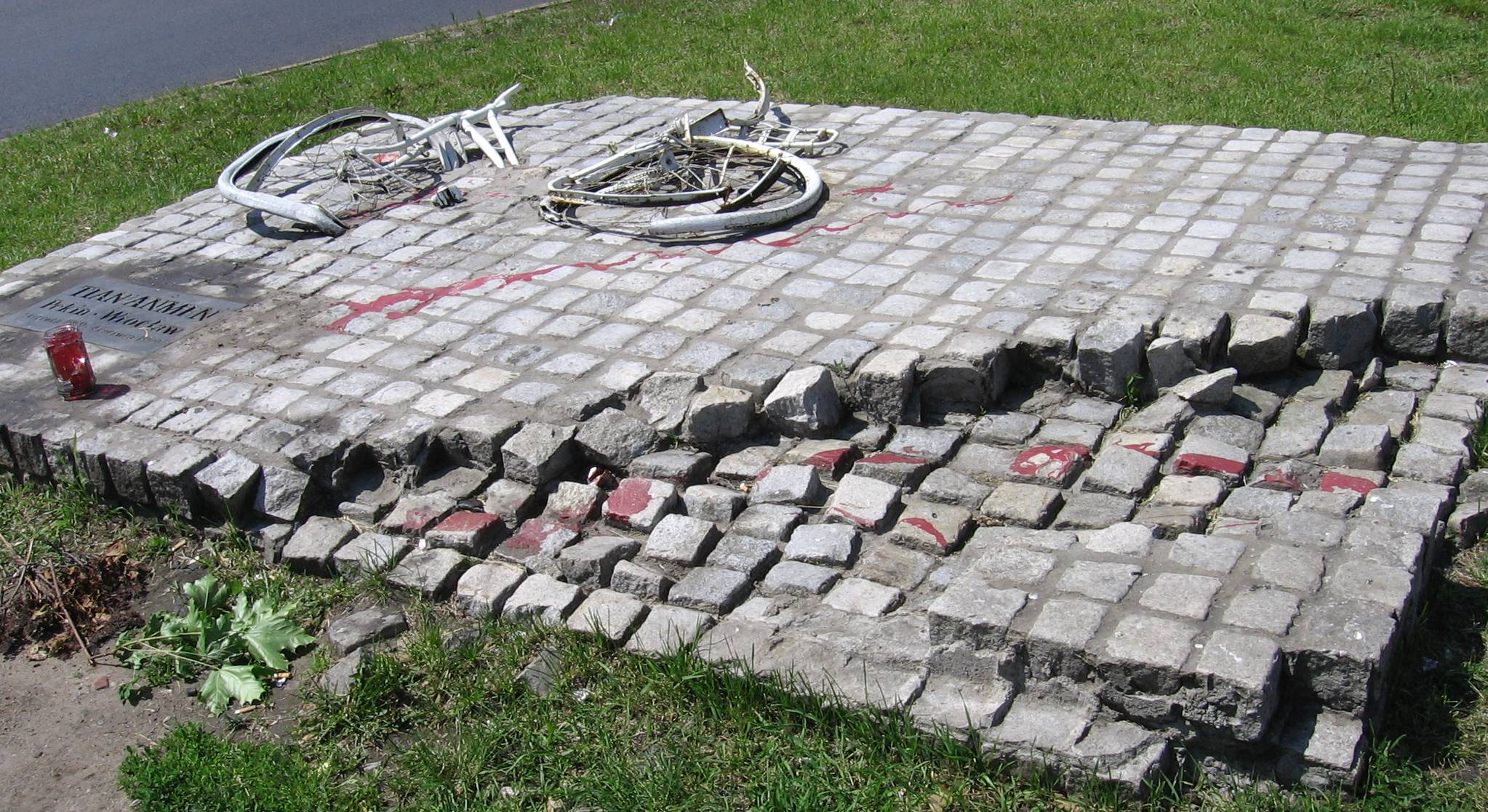
Monument voor het protest in Wrocław

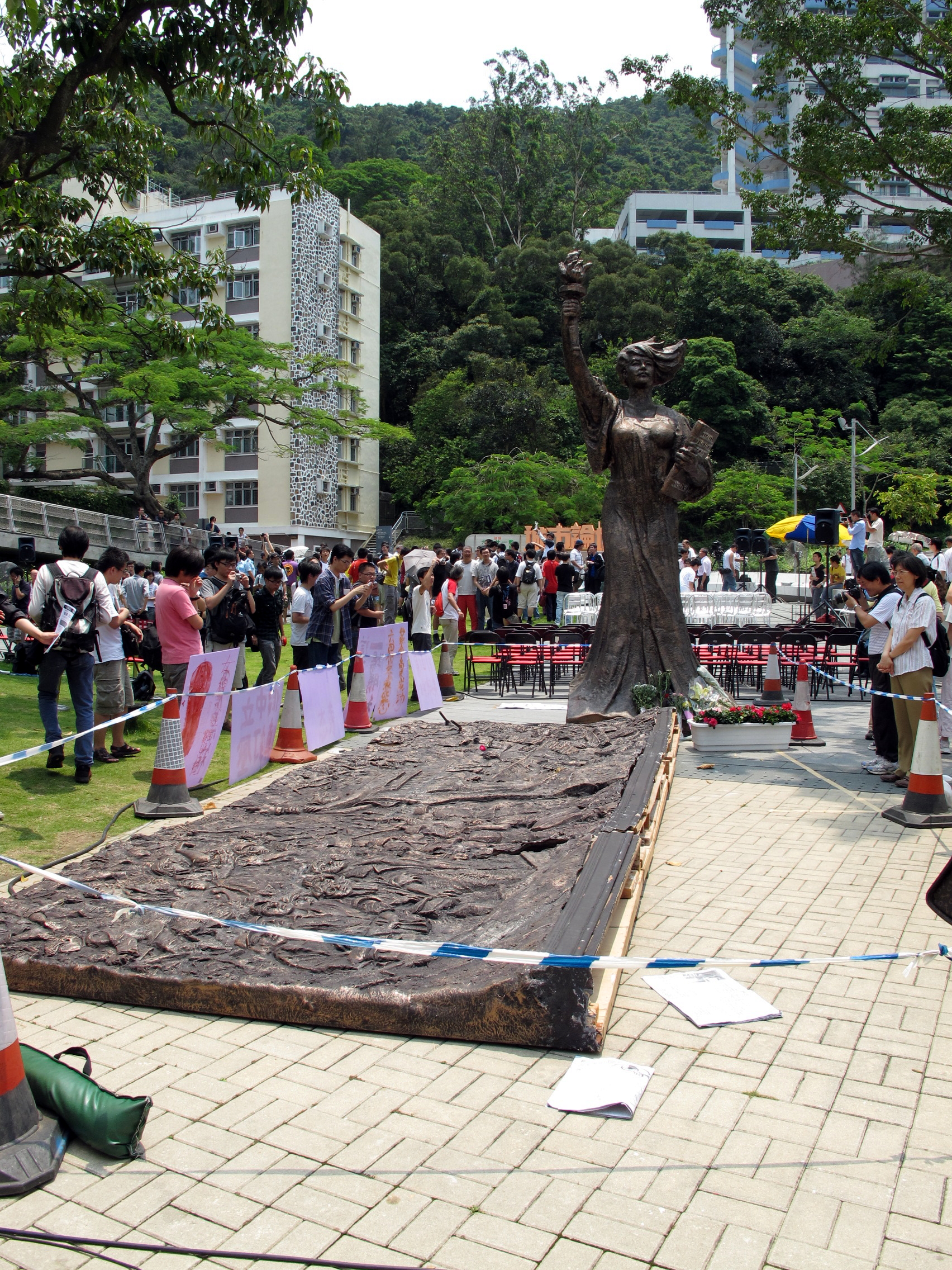
Goddess of Democracy op Chinese University of Hong Kong

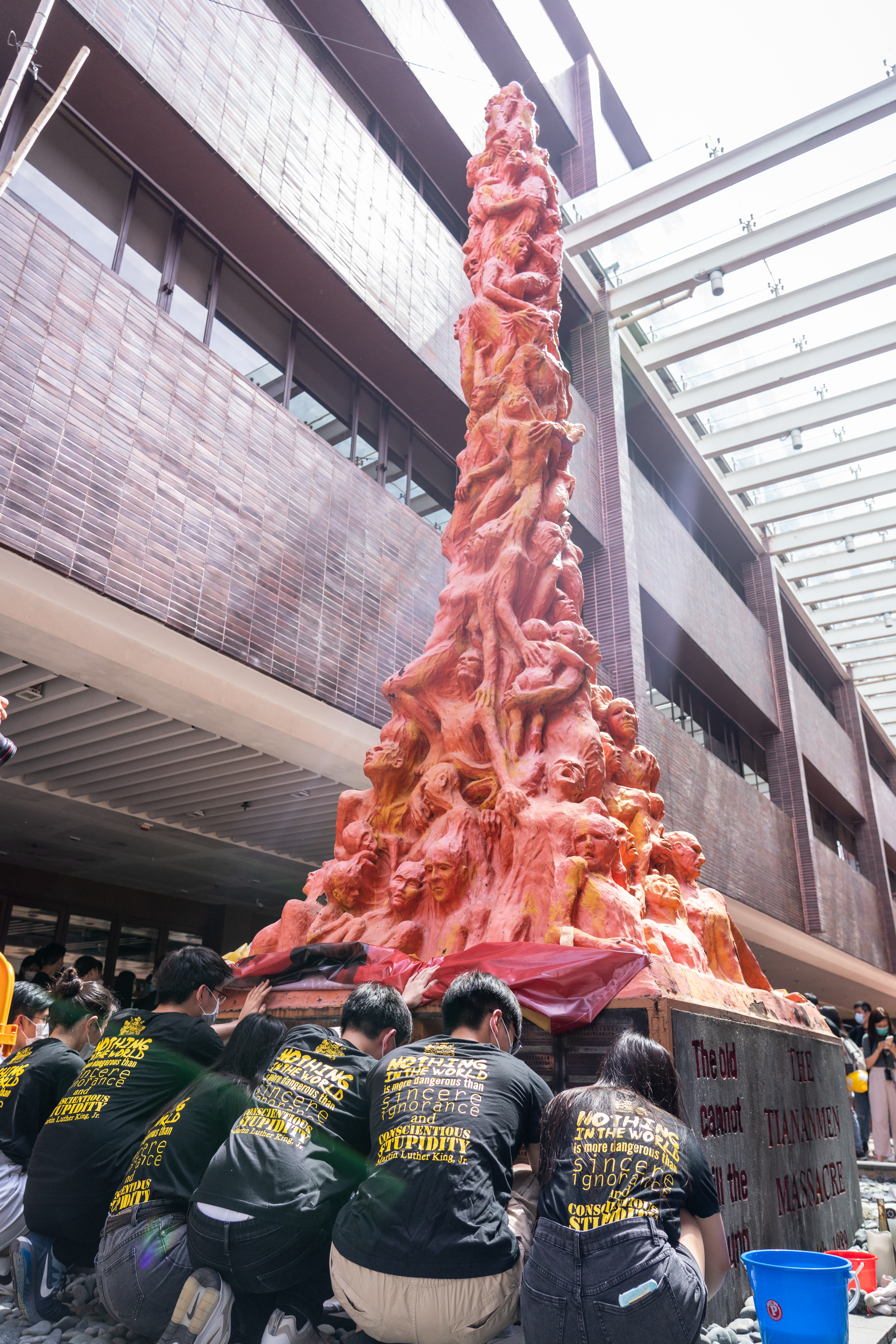
Pillar of Shame op de Universiteit van Hong Kong in 2020

In de dagen na het bloedbad op het Tiananmenplein werden er in diverse steden in China protestdemonstraties georganiseerd, die onmiddellijk en hard werden onderdrukt. Zo werden er in Chengdu, de hoofdstad van de provincie Sichuan, op 6 juni minstens 300 mensen door het leger gedood en raakten er ruim duizend gewond. Alle demonstraties werden neergeslagen en een groot aantal studentenleiders werd ter dood veroordeeld. Veel burgers van de studentensteden Beijing en Guangzhou vluchtten naar het buitenland en kregen politiek asiel in Noord-Amerika, Europa en Taiwan. Het merendeel van de gevluchte protestleiders heeft politiek asiel verkregen in Taiwan en de Verenigde Staten. Van daaruit organiseren zij jaarlijks lokale herdenkingen van de slachtoffers op 4 juni. In Hongkong worden er heden nog altijd protestacties met leuzen als "Rehabiliteer 4 juni" (平反六四) georganiseerd rond de week van 4 juni en 's avonds wordt er een stille tocht met witte kaarsen gehouden en worden er protestliederen gezongen. Veel politieke vluchtelingen van het protest zijn door middel van Hongkongse netwerken naar het buitenland gesmokkeld en naar andere landen gegaan.
Er volgde wereldwijde veroordeling en consternatie omtrent de bloedige ontruiming van het plein 'der Hemelse Vrede'. Ondanks de sterke veroordeling van de internationale gemeenschap voor het bloedbad, had het Chinese leiderschap zijn machtsbasis verstevigd en konden Deng en zijn medestanders het communisme staande houden, terwijl het in Oost-Europa ten val kwam. Volgens een uitzending van Netwerk op 26 juli 2006 werden er nog steeds mensen vastgehouden die bij de opstand in 1989 aanwezig waren.
In China is het protest aan strenge censuur onderworpen. In schoolboeken en historische naslagwerken ontbreken de protesten, en docenten die het ter sprake brengen, kunnen problemen krijgen met de overheid. In de Chinese media en op in China toegankelijke websites is er niets over te vinden, behalve een kort partijstandpunt, over een succesvol optreden tegen ‘contrarevolutionaire rellen’. In aanloop naar de jaarlijkse herdenking is de Chinese overheid zeer actief, op sociale media blokkeert censuursoftware bepaalde woorden die in relatie met het protest kunnen worden gebracht, zoals ‘tank’, ‘studentenleider’ of ‘4 juni’. Voor de 30-jarige herdenking in 2019 zijn tientallen activisten, waaronder journalisten, juristen en kunstenaars, preventief vastgezet, kregen huisarrest of zijn verplicht op vakantie gestuurd. De belangrijkste leden van de Moeders van Tiananmen, een netwerk van families van de slachtoffers van toen, staan sinds eind mei ook onder verscherpt toezicht. Oprichter van de groep Ding Zilin (82), die haar 17-jarige zoon verloor, is onder huisarrest geplaatst.
In december 2021 zijn in Hongkong drie beelden ter herdenking aan het protest verwijderd van universiteiten. Als eerste werd op de University of Hong Kong de acht meter hoge "pillar of shame" weggehaald. Een week later volgden een bronzen beeld van de "Godin of Democracy" op de Chinese University of Hong Kong en op de Lingnan University werd een muurreliëfbeeld neergehaald. Het reliëf verbeelde ook de "Goddess of Democracy" en een rij tanks die stopten voor een eenzame demonstrant die bekend staat als Tankman. De kunstwerken zijn verwijderd op grond van de door China opgelegde nationale veiligheidswet. Mensenrechtenactivisten zeggen dat de wet wordt gebruikt om het maatschappelijk middenveld te onderdrukken, campagnevoerders voor democratie op te sluiten en fundamentele vrijheden in te perken, maar de autoriteiten zeggen dat de veiligheidswetten de stabiliteit hebben hersteld na massale protesten in 2019.